# 프리즌 (2017년 영화)
《프리즌》은 2017년에 개봉한 대한민국의 영화이다.
영화는 실제 죄수들이 사용했던 전남 장흥교도소에서 국내 최초로 4개월에 걸쳐 교도소 올로케이션으로 촬영되었다. 나현 감독은 김동인의 단편 소설 〈붉은 산〉에서 악행을 저지르는 주인공 삵(본명은 정익호)에서 영감을 받아 익호(한석규 분) 캐릭터를 탄생시켰다.

## 줄거리
낮에는 평범한 교도소지만 밤이 되면 죄수들이 밖으로 나가 완전범죄를 만들어내는 교도소가 있다. 
그 교도소의 권력 실세이자 왕으로 군림하는 익호(한석규 분)와 검거율 100%로 유명한 전직 경찰 유건(김래원 분)이 뺑소니, 증거인멸, 경찰 매수의 죄목으로 입소하게 되며 벌어지는 이야기이다.

## 캐스팅
- 한석규: 정익호 역
- 김래원: 송유건 역
- 강신일: 노국장 역
- 이경영: 배국장 역
- 김성균: 김박사 역
- 정웅인: 강형민 소장 역
- 조재윤: 마홍표 역
- 신성록: 창길 역
- 전배수: 보안과장 역
- 박원상: 정혁수 과장 역
- 정석원: 황범모 역
- 송경철: 양씨 역
- 한주완: 종대 역
- 안세호: 따개비 역
- 유하준: 용철 역
- 차엽: 백정 역
- 곽민호: 학규 역
- 유정호: 서기태 역
- 한성용: 계식 역
- 김승훈: 황 교사 역
- 박진우: 오교사 역
- 최성원: 엄 교도 역
- 이재균: 차 교도 역
- 김찬형: 송유철 역
- 이용직: 권 과장 역
- 홍기준: 법당죄수 역
- 나광훈: 장민기 역
- 연송하: 내연녀 역
- 장혁진: 이 대표 역
- 이정수: 캉웨이 역
- 윤병희: 아구 역
- 현봉식: 아구패거리 역
- 권혁범: 아구패거리 역
- 김재현: 홍표패거리 역
- 김만기: 홍표패거리 역
- 강동우: 홍표패거리 역
- 동현배: 홍표패거리 역
- 박성현: 홍표 패거리 역
- 변정현: 홍표 패거리 역
- 서호철: 홍표패거리 역
- 김흥태: 홍표 패거리 역
- 지동주: 창길패거리 역
- 이수민: 창길패거리 역
- 하수호: 창길패거리 역
- 이국호: 창길 패거리 역
- 김문종: 창길패거리 역
- 박중금: 창길패거리 역
- 김광현: 형사 역
- 정기섭: 형사 역
- 홍도성: 취사반 역
- 이지황: 취사반 역
- 장준현: 취사반 역
- 정민영: 취사반 역
- 신영진: 취사반 역
- 장한승: 학규수하 역
- 임경욱: 학규수하 역
- 윤세현: 학규수하 역
- 성규찬: 교도관 역
- 조용재: 교도관 역
- 배명진: 교도관 역
- 천재성: 경비교도대 역
- 박종수: 경비교도대 역
- 이정훈: 경비교도대 역
- 이창희: 통제실교도관 역
- 이재수: 통제실교도관  역
- 류일선: 통제실교도관 역
- 황진호: 서치라이트경비교도대 역
- 박원우: 포박경비교도대 역
- 김진구: 순시단 역
- 임용순: 순시단 역
- 차원규: 순시경비교도대 역
- 엄지만: 경찰특공대간부 역
- 윤범수: 경찰특공대 역
- 김주황: 경찰간부 역
- 류대식: 캉웨이패거리 역
- 박영준: 캉웨이패거리 역
- 이상민: 우한건설 당직남 역
- 김성종: 우한건설당직남 역
- 김현창: 응급실구급대원 역
- 김병찬: 응급실구급대원 역
- 유제도: 익호 손대역 역
- 손영실: 유건엄마(목소리) 역
- 공준민: 아나운서(목소리) 역
- 박연선: 아나운서(목소리) 역
- 이승은: 아나운서(목소리) 역
- 구용현: 아나운서(목소리) 역
- 노재훈: 성안교도소 죄수일동 역
- 윤승훈: 성안교도소 죄수일동 역
- 맹재렬: 성안교도소 죄수일동 역